# Yukitoshi Hori
Yukitoshi Hori (堀 之紀, Hori Yukitoshi), né le 12 septembre 1952 dans l'arrondissement de Setagaya à Tōkyō, est un seiyū. Il travaille pour Aoni Production.

## Rôles
- Dragon Ball GT : Bon Para
- Dragon Ball Z : Dodoria
- Mobile Suit Victory Gundam : Goze Baru
- Détective Conan : Gin
- Saint Seiya Omega : tokumaru Tatsumi